# De stalen rat
De stalen rat is een  stripverhaal uit de reeks van Jerom.

## Locaties
- Morotari-burcht, schuur, landhuis Dalenroos, ziekenhuis

## Personages
- Jerom, tante Sidonia, professor Barabas, Odilon, Arthur, ridders van Morotari, leger, robots, professor Brains

## Het verhaal
Jerom, Odilon en tante Sidonia kijken tv en zien dat er plotseling overstromingen ontstaan in het gehele land. Ook de Morotari-burcht loopt onder water. Jerom en Odilon gaan op onderzoek met de straalmotor en zien een enorm stalen gevaarte dat dijken doorgraaft. Het lukt het leger niet om de noodtoestand tegen te gaan. Hele dorpen zijn onder water gelopen. Morotari begint een onderzoek en Jerom ontdekt dat er een soort onderzeeër achter de dijkbreuken zit. Het is een stalen rat die bestuurd wordt door robots. Jerom kan niet voorkomen dat de rat er vandoor gaat en raakt het gevaarte uit het oog. Professor Barabas is ontvoerd en hij zit opgesloten in een schuur. Jerom en Odilon vinden de bergplaats en Jerom kan professor Barabas bevrijden. Het leger zet een aanval in gang, maar de rat is hen te snel af en ontkomt. 
Professor Barabas gaat met Jerom en Odilon op de motor naar de Morotari-burcht en onderzoekt een robot. Op deze manier komt hij erachter dat landhuis Dalenroos een rol speelt in alles. Professor Barabas weet dat hier een collega van hem woont en hij gaat meteen naar hem toe met Jerom en Odilon. Professor Brains is al een tijdje verlamd en bleef zonder hulp in zijn huis achter. De door hem uitgevonden stalen rat ging er vandoor en zorgde voor overstromingen. Jerom en Odilon gaan weer op zoek naar de stalen rat en Odilon kan het gevaarte lokken met een doedelzak. De rat loopt zichzelf te pletter en professor Brains wordt naar het ziekenhuis gebracht en zal snel genezen. Zijn uitvinding kan gebruikt worden om kanalen te graven die woestijnen kan bevloeien.